# دانشگاه سید جمال الدین اسدآبادی
دانشگاه سید جمال الدین اسدآبادی، یک دانشگاه دولتی و تنها دانشگاه با مأموریت علوم انسانی و اسلامی در غرب کشور می باشد. این دانشگاه از شهریور ماه ۱۳۹۰ آغاز به کار نموده است.
رئیس دانشگاه دکتر صادق خزل پور میباشد.
رئیس این دانشگاه در حال حاضر صادق خزل پور می‌باشد.

## تاریخچه
از خاکستر زادگاه مصلح شرق، دانشگاه بزرگ سیدجمال الدین اسدآبادی سربرآورده است و همچون نگینی درخشان بر فراز شهر و پای الوند کوه می درخشد. و همنوا با میراث مانای سیدجمال الدین اسدآبادی، یادآور و بازگوکنندة تاریخ پرافتخار و اندیشة بلند مردمان سرافراز سرزمین آدراپانا است. گو آنکه، خود روایت گر تمدن، فرهنگ و دیانت در این کهن دیار می باشد. دانشگاه سید جمال الدین اسدآبادی در شهریورماه سال ۱۳۹۰ با موافقت اصولی از سوی شورای گسترش آموزش عالی با ماموریت علوم انسانی آغاز به کار نمود. در ابتدا با پذیرش دانشجو در دو رشته تحصیلی مهندسی کامپیوتر- نرم‌افزار و مهندسی اقتصاد کشاورزی و تعداد ۶۰ دانشجو فعالیت خود را شروع کرد. به خاطر پیشینة غنی شهر و نام بزرگ سیدجمال الدین اسدآبادی، در آذر ماه سال 1390، با ایجاد قطعی آن توسط وزارت علوم، تحقیقات و فناوری موافقت گردید. از سال 1395، در سایت اصلی خود با 12 هکتار و فضای کالبی بالغ بر 9 هزار متر مربع مستقر گردیده است.

نماد دانشگاه

## دانشکده‌ها
هم اکنون این دانشگاه دارای چهار دانشکده و نه رشته تحصیلی در مقطع کارشناسی و دو رشته تحصیلی در مقطع کارشناسی ارشد است. با بیش از 30 عضو هیات علمی و 1200 دانشجو، به عنوان یک دانشگاه جامعه محور و در راستای بیانیة گام دوم انقلاب، فعالیت های خود را متمرکز نموده است. دانشگاه جامع سیدجمال الدین اسدآبادی در راستای مأموریت خود ارتباط تنگاتنگی با مراکز علمی و اسلامی کشور نظیر جامعه المصطفی العالمیه، موسسه امام خمینی، بنیاد فقهی مدیریت اسلامی و غیره دارد. دانشکده های دانشگاه سیدجمال الدین اسدآبادی عبارت اند از:
1. دانشکده فنی و مهندسی - مهندسی کامپیوتر   - نقشه برداری
2. دانشکده کشاورزی و منابع طبیعی - مهندسی باغبانی و فضای سبز - اقتصاد کشاورزی
3. دانشکده ادبیات و علوم انسانی - علوم تربیتی - علوم تاریخ و الهیات - جغرافیا
4. دانشکده علوم پایه - شیمی

## روسای دانشگاه
- موسی اعظمی (۱۳۹۰–۱۳۹۳)
- فرامرز میرزائی (۱۳۹۳–۱۳۹۶)
- جعفر امیری پریان (۱۳۹۶–۱۳۹۷)
- حمید گودرزی افشار (۱۳۹۷–۱۳۹۹)
- حسین مرادی مخلص (۱۳۹۹-۱۴۰۱)
- صادق خزل پور (۱۴۰۱_اکنون)

## امکانات رفاهی دانشجویی
حوزه دانشجویی و فرهنگی از امکانات قابل توجهی نظیر مدرن ترین آشپزخانه صنعتی غرب کشور، امکانات ورزشی نظیر زمین چمن مصنوعی، مرکز مشاوره، خوابگاه های مجهز به اینترنت و نمازخانه اختصاصی، برخوردار است. 

## آزمایشگاه مدرن
آزمایشگاه مرکزی دانشکده علوم پایه در سال ۱۳۹۴ جهت ارایه خدمات پژوهشی و آزمایشگاهی به اعضای هیات علمی، پژوهشگران، دانشجویان تحصیلات تکمیلی داخل و خارج دانشگاه و نیز متقاضیان بخش خصوصی آغاز به کار نمود. اهداف این آزمایشگاه بهبود استفاده از تجهیزات آزمایشگاهی گران قیمت، فراهم کردن امکانات موجود برای تمامی محققین و متقاضیان، ایجاد بستر لازم برای انجام پژوهش های بنیادی و کاربردی، افزایش آموخته ها و پرورش مهارت های کاری  در حوزه کار با تجهیزات آزمایشگاهی، افزایش رعایت اصولHSE و ارتباط با سایر مراکز آزمایشگاهی و ارایه خدمات متقابل است.

## گلخانه تحقیقاتی
گلخانه آموزشی و تحقیقاتی دانشگاه سید جمال الدین اسدآبادی به مساحت 200 متر مربع به صورت دو جداره پلی اتیلنی ضد UV احداث شده است این گلخانه مجهز به دریچه تهویه سقفی الکتریکی و قابل تنظیم به صورت اتوماتیک است و سیستم گرمایش آن از نوع بخاری گازی فن دار می باشد و سیستم خنک کننده آن نیز یک دستگاه کولر سلولوزی با قدرت ۱۵ هزار وات است. کاربرد این گلخانه به دو صورت آموزشی و تحقیقاتی می باشد و در این گلخانه گیاهان زینتی و صیفی ازجمله خیار، گوجه فرنگی و فلفل دلمه ای قابل پرورش است. در بیرون گلخانه هم دو عدد شاسی جهت کشت قلمه و بذور گیاهان مورد نظر احداث گردیده است. سیستم آبیاری گیاهان نیز در صورت تامین بودجه به صورت هیدروپونیک خواهد بود. 

## جامع ترین مرکز اسناد سیدجمال الدین پژوهی
مرکز جامع اسناد سیدجمال پژوهی و بیداری اسلامی یکی از جامع‌ترین، کاملترین و نفیس‌ترین مجموعه‌های سیدجمال پژوهی و بیداری اسلامی در ایران است، که در این مرکز تمام اسناد چاپی، کتابی، رسانه‌ای و مقالات مرتبط با سید جمال الدین اسدآبادی از سال ۱۳۰۰ هجری شمسی تاکنون در آن گردآوری شده است. افزون بر این، کیوسک های هوشمند از سال 1401 در این مرکز راه اندازی شده که بیش از 30 هزار جلد کتاب الکترونیک دارند.

## مرکز نوآوری شهرستان اسدآباد
در سال 1401 مرکز نوآوری شهرستان اسدآباد در دانشگاه سیدجمال الدین اسدآبادی افتتاح شده است که به انجام وظایف مربوط به حمایت از شرکت های دانش بنیان و هسته های فناور در سطح شهرستان می پردازد.

## انتشارات
دانشگاه سید جمال الدین اسدآبادی در راستای نقش آفرینی خود در عرصه علمی کشور و منطقه، اقدام به راه اندازی و اخذ مجوز «انتشارات دانشگاه سید جمال الدین اسدآبادی» نموده است و به چاپ کتاب های در تراز دانشگاهی اساتید، محققان و پژوهشگران اقدام می نماید.